# Gomasio
Il gomasio (in giapponese: ごま塩 da ごま, goma, semi di sesamo e 塩 shio, sale) detto anche kantatsu è un prodotto utilizzato nella cucina asiatica e composto da sale marino e semi di sesamo tostati e pestati, a volte arricchito con alghe. Nella cucina giapponese è utilizzato talvolta sul riso lessato o sugli onigiri.
Nella cucina orientale il gomasio viene utilizzato come condimento per insalate o salse. Viene usato anche nella cucina macrobiotica e a fini terapeutici.

## Preparazione
Il sesamo va lavato e quindi tostato a fuoco lento in una padella per non bruciarlo, mescolando in continuazione in modo che i semi si tostino uniformemente. Quando i semi di sesamo scuriscono e iniziano a scoppiettare vanno schiacciati tra le dita e se si sfarinano sono pronti e possono essere messi da parte. Successivamente si tosta anche il sale, fino a che i grani non si scuriscono un poco.
Una volta tostato anche il sale si può procedere a pestare il tutto assieme in un mortaio (?, suribachi). Le proporzioni tra gli ingredienti possono variare, solitamente si utilizza una proporzione di sesamo/sale di 7:1 fino a 12:1. Va mescolato lentamente in modo circolare fino a quando ogni seme è schiacciato a metà. Il gomasio non deve essere pestato troppo fine.

## Proprietà
Il gomasio costituisce un ottimo sistema per l'organismo di assorbire il sale, che quando viene rivestito dall'olio del sesamo viene assorbito con maggiore facilità. Si consiglia comunque di assumerlo con moderazione, in particolare per i bambini dovrebbe essere preaparato con meno sale. Il sesamo è ricco di proteine, calcio, fosforo. ferro, vitamina A e niacina. Per mantenere intatte le sue proprietà, il gomasio dovrebbe essere messo in un vasetto ben chiuso e consumato entro una settimana.
Viene utilizzato anche a scopi terapeutici, in particolare per migliorare la digestione, la qualità del sangue e l'assorbimento intestinale. Può inoltre alleviare la fatica e alcuni dolori come il mal di testa e il mal di denti. In ambito terapeutico il rapporto tra sale e semi di sesamo è di 1:3, 1:4.

## Nome
Gomashio è il nome tradizionale giapponese, utilizzato anche in altre lingue tra cui l'inglese; in Corea lo stesso prodotto è chiamato ggaessogum.